# Agnewia
Agnewia là một chi ốc biển, là động vật thân mềm chân bụng sống ở biển trong họ Muricidae, họ ốc gai.

## Các loài
Các loài thuộc chi Agnewia bao gồm:
- Agnewia tritoniformis (Blainville, 1833)[2]